# Jean and the Calico Doll
Jean and the Calico Doll er en amerikansk stumfilm fra 1910 af Laurence Trimble.